# Манаєва Соня Петрівна
Софія Чесноко́ва (Манаєва Соня Петрівна) (9 серпня 1959, с. Єлтек (Байгільди), Дюртюлинський район, Башкирська АРСР, РРФСР) — марійська письменниця, вчений, лінгвіст, викладач, перекладач, член літературного об'єднання фіно-угрів (1995, Гельсінкі, Фінляндія), доктор філософії з уральських мов (1998), кандидат філологічних наук (2000), доцент (2004).
Крім наукової і викладацької діяльності, перекладала твори фінських письменників (Алексіса Ківі, Ханни Мякела, Леени Лауяаяйнен, Яркко Лайне, Сімо Оянен) марійською і російською мовами, марійських письменників — В. Колумба, Ю. Артамонова, В. Абукаєва-Емгака, А. Іванової, В. Ізілянової і марійську народну поезію — фінською мовою.
Нині живе та працює у Фінляндії.

## Основні твори
- Марийская поэма : диссертация. Тарту, 1998. 164 с.
- Художественный мир современной марийской поэзии : монография. Йошкар-Ола, 2004. 188 с.
- Поэтический эпос С.Г. Чавайна // Живое наследие. Йошкар-Ола, 1992. С. 51-55.
- Творчество В. Колумба в становлении марийской поэмы : поэма «Доброта» // Финно-угристика на пороге III тысячелетия. Саранск, 2000. С. 485-487.
- Марий сылнымут аршаш / Авт. С. Чеснокова, Г. Бояринова. Йошкар-Ола, 2001. 192 с.